# Viasat True Crime
Viasat True Crime je evropský televizní kanál věnovaný kriminálním seriálům. Byl spuštěn 6. června 2024 a je vlastněn společností Viasat World.
Kanál se věnuje různým typům kriminální produkce.